# 9860 Archaeopteryx
9860 Archaeopteryx (1991 PW9) là một tiểu hành tinh vành đai chính được phát hiện ngày 6 tháng 8 năm 1991 bởi Eric Walter Elst ở Đài thiên văn Nam Âu. Nó được đặt theo tên the earliest known bird Archaeopteryx, which dates from Jurassic Period.